# Нери Пумпидо
Нери Пумпидо (на испански: Nery Pumpido) е аржентински футболист, вратар и треньор.

## Кариера
Световен шампион (1986), участник в 2 Копа Америка (1983, 1989 - трето място) и още 2 световни първенства - през 1982 и 1990 г.
От 1999 г. той става треньор, през 2002 г., заедно с парагвайския Олимпия (Асунсион) печели трето място в Копа Либертадорес.
През 2014 г. се завръща в Олимпия като старши треньор на клуба.

## Отличия

### Отборни
Ривър Плейт
- Примера дивисион: 1985/86
- Копа Либертадорес: 1986
- Междуконтинентална купа: 1986

### Международни
Аржентина
- Световно първенство по футбол: 1986